# IFK Östersund
IFK (Idrottsföreningen Kamraterna) Östersund, bildad den 7 mars 1906, är en idrottsförening i Östersund i Sverige.
I basket vann föreningen SM för damjuniorer säsongen 1962/1963, och har haft allsvenska lag på både herr- och damsidan. I utförsåkning hade föreningen Europas topplag under 1940-talet, och därefter bildades Östersund-Frösö Slalomklubb.
I fotboll vann föreningens herrlag Norrländska mästerskapet 1949 (med bland andra Olle Håkansson i truppen), och spelade i Sveriges näst högsta serie totalt elva säsonger mellan 1953/1954 (den första säsongen som lag norr om Gästrikland och Dalarna tilläts delta i Sveriges högsta divisioner i fotboll) och 1970 med en tredjeplats som främst 1959. I nuvarande seriesystem, sedan 2006, har A-laget pendlat mellan Division 2 Norra och Division 4 Jämtland/Härjedalen. Hemmaplan är Hofvallen i norra Östersund nära friluftsmuseet Jamtli, och ibland Jämtkraft Arena i Stadsdel Norr. Damlaget spelade i Sveriges högsta division 1978. Sedan 2017 spelar herrlaget i division 2 och damlaget i division 1 (i nuvarande seriesystem har damerna aldrig nått en högre division).
Under IFK Östersunds andra verksamhetsår omsattes över 1,1 miljon SEK, och år 1980 fanns över 1 200 medlemmar. I mitten av 1990-talet var föreningen nära konkurs då dess nye ordförande, juristen Rolf Lohse, fann en utväg genom att börja samarbeta med den lokala rivalen Ope IF – som också var på väg utför både ekonomiskt och sportsligt. I och med detta bildades Östersunds FK vilken skulle få representera stadens elitsatsning i fotboll, medan de anrika föreningarna kom att kunna fortleva parallellt för fostring.

## Spelare

### Truppen
| Nr | Land     | Pos | Namn               |
| -- | -------- | --- | ------------------ |
| 1  | Sverige  | MV  | Adam Åsenlund      |
| 2  | Sverige  | F   | Rasmus Lindroth    |
| 3  | Sverige  | F   | Rasmus Essebrink   |
| 4  | Sverige  | MF  | Sebastian Lundbäck |
| 5  | Sverige  | MF  | Hamed Mumand       |
| 6  | England  | MF  | Josh Richards      |
| 7  | Sverige  | A   | Per Olofsson       |
| 8  | Sverige  | MF  | Isac Häggman       |
| 10 | Sverige  | MF  | Henrik Lööf        |
| 11 | Rumänien | MF  | Codrut Anghel      |
| 12 | Sverige  | MF  | John Badesire      |

| Nr | Land    | Pos | Namn               |
| -- | ------- | --- | ------------------ |
| 13 | Sverige | F   | Robin Wikberg      |
| 14 | Sverige | MF  | Peter Tegnhed      |
| 15 | Sverige | MF  | Sixten Sköldqvist  |
| 16 | Sverige | A   | Joel Eriksson      |
| 17 | Sverige | F   | Anton Hallstensson |
| 18 | Sverige | MF  | Tobias Sundström   |
| 19 | Sverige | MF  | Carl Eriksson      |
| 21 | Sverige | F   | Erik Gustavsson    |
| 23 | Sverige | MF  | Axel Bodén         |
| 26 | Sverige | F   | Jakob Gustavsson   |
| 49 | Sverige | MV  | Edvin Olsson       |

### Herrarnas andradivisionstrupper i fotboll
1953/54
1. Sven Lells (målvakt)
2. Eric Ungh (res målvakt)
3. Karl-Erik"Plåtis"Westerlund
4. Sven-Gunnar Lemon (höst 53)
5. Berne Gustavsson
6. John"Jocke"Halvarsson
7. Bubben Stein
8. Thure Olofsson
9. Perra Persson
10. Egon Lindhe
11. Karl-Erik"Svarten"Saltin
12. Bosse Wahlstedt
13. Sten Emeren
14. Sven Lövenmark
15. Leif Wahlström
16. Karl-Erik"snobben"Ahlström (våren 54)
17. Henry Dahlen

1954/55
1. Sven Lells (målvakt)
2. Eric Ungh (res målvakt)
3. Kalle"svarten"Saltin
4. Leffe Wahlström
5. Karl-Erik"plåtis"Westerlund
6. Sten Emeren
7. Karl-Erik"snobben"Ahlström
8. John"jocke"Halvarsson
9. Perra Persson
10. Henry Dahlen
11. Leffe Wahlström
12. Sven Löwenmark
13. Bubben Stein
14. Egon Lindhe
15. Bosse Wahlstedt
16. Berne Gustavsson

1955/56
1. Sven Lells (målvakt)
2. Erik Ungh (målvakt)
3. Kalle"svarten"Saltin
4. Leif Wahlström
5. Bo Dahlen
6. Nisse Åsberg
7. Berne Gustavsson
8. Karl-Erik"plåtis"Westerlund (höst 55)
9. Sten Emeren
10. Bubben Stein
11. Bosse Wahlstedt
12. Bosse Mårtensson
13. Egon Lindhe

1956/57
1. Sven Lells (målvakt)
2. Eric Ungh (målvakt)
3. Bubben Stein
4. Sten Emeren
5. Nisse Åsberg
6. Bertil Bladh
7. Kalle "svarten" Saltin
8. Bo Dahlen
9. Berne Gustavsson
10. Leif Wahlström
11. Bosse Mårtensson
12. Arne Persson

1957/58
1. Eric Ungh (målvakt)
2. Stig Ullmark (målvakt)
3. Bertil Bladh
4. Nisse Åsberg
5. Bo Dahlen
6. Kalle"svarten"Saltin
7. Arne Persson
8. Bubben Stein
9. Ingemar Ribbefors
10. Leif Wahlström
11. Bosse Mårtensson
12. Harald Olsson
13. P-O Lind
14. Sten Emeren

1959
1. Eric Ungh (målvakt)
2. Stig Ullmark (målvakt)
3. Egon Lindhe
4. Lennart Torstemo
5. Bubben Stein
6. Kalle"Svarten"Saltin
7. Hasse Järnström
8. Olle Håkansson
9. Folke Persson
10. Bertil Bladh
11. Nisse Åsberg
12. Bo Dahlen
13. Arne Persson
14. Leif Wahlström
15. Sten Emeren

1960
1. Eric Ungh (målvakt)
2. Kjell Olofsson
3. Folke Persson
4. Lennart Torstemo
5. Egon Lindhe
6. Sven Stockzell
7. Bertil Bladh
8. Lars Persson
9. Olle Håkansson
10. Bubben Stein
11. NIsse Åsberg
12. Bo Dahlen
13. Sten Emeren
14. Hasse Järnström

1961
1. Hans Norman
2. Bertil Bladh
3. Jan-Erik Nilsson
4. Hasse Jernström
5. Sven Stockzell
6. Lars Ola Larsén
7. Yngve Larsson
8. Egon Lindé
9. Eric Ungh (målvakt)
10. Kjell Olofsson
11. Lennart Torstemo
12. Bo Modin
13. Vimmo Eskilsson (målvakt)

1964
1. Bengt Lindström (målvakt)
2. Kjell Olofsson
3. Lennart Holmström
4. Bertil Bladh
5. Lennart Torstemo
6. Hasse Bergman
7. Hasse Johansson
8. Janne Lundström
9. Sven Stockzell
10. Roger Adamsson
11. Bo Modin
12. Christer Jonsson
13. Yngve Larsson

1965
1. Bengt Lindström (målvakt)
2. Kjell Olofsson
3. Lennart Holmström
4. Janne Lundström
5. Sven Stockzell
6. Rolf Strömberg
7. Sven Björk
8. Göran Persson
9. Hasse Bergman
10. Hasse Johansson
11. Lennart Torstemo
12. Roger Adamsson

### Fotnoter
1. ↑  ”IFK Östersund”. 28 maj 1982. Arkiverad från originalet den 25 maj 2012. https://archive.is/20120525124248/http://www7.idrottonline.se/IFKOstersund-Fotboll/Foreningen/Historik/Boken-Kamraterna/. Läst 31 juli 2011.
2. ↑  Jimmy Lindahl (28 maj 2004). ”Maratontabell för högsta damserien 1978-2003”. Bolletinen. http://www.bolletinen.se/sfs/pdf/stat_d_maraton_1978_2003_maratontab_f_hogsta_damserien.pdf. Läst 14 oktober 2013.
3. ↑  ”Kontaktuppgifter och tävlingar 2019 - IFK Östersund”. svenskfotboll.se. Arkiverad från originalet den 24 januari 2022. https://web.archive.org/web/20220124105214/https://www2.svenskfotboll.se/cuper-och-serier/spelprogramresultat/?feid=10936. Läst 22 mars 2019.
4. ↑  "Juristen Rolf Lohse": Jag dras till saker där jag ser möjlighet till utveckling", LTZ 14 mars 2021.
5. ↑  ”Truppen”. IFK Östersund. https://www.svenskalag.se/ifkostersund-herr/truppen. Läst 18 april 2022.